# 파 랜즈 오버 버스트

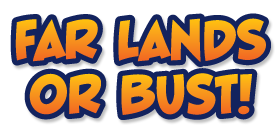

파 랜즈 오버 버스트(Far Lands or Bust, 약칭 FLoB)는 커트 J. 맥이 제작한 온라인 비디오 시리즈로, 비디오 게임 마인크래프트를 플레이하는 모습을 담고 있다. 이 시리즈는 지형 생성이 제대로 작동하지 않아 왜곡된 풍경을 만들어내는 마인크래프트 세계의 먼 지역인 "파 랜즈"로 향하는 그의 여정을 묘사한다. 커트는 2011년 3월부터 여행을 시작했으며, 2025년 현재 2026년 중에 목적지에 도달할 것으로 예상된다. 이 쇼는 또한 마인크래프트에서 가장 긴 여정으로 기네스 세계 기록을 보유하고 있다.
파 랜즈 오버 버스트의 에피소드는 일반적으로 일종의 팟캐스트 역할을 하며, 게임은 배경 음악을 제공하고 커트는 자신의 삶, 뉴스 및 과학 분야의 최근 사건들을 논한다. 이 쇼는 또한 시청자들이 기금 모금 목표를 달성하기 위해 자선 단체에 기부하도록 권장한다. 이 자선 단체는 원래 차일드 플레이였으며, 이 쇼를 통해 40만 달러 이상을 모금했다. 2018년부터 2019년까지는 다이렉트 릴리프가 자선 단체였다. 2020년부터는 커트가 2017년에 자신의 개 Juno를 입양한 프로그레시브 애니멀 웰페어 소사이어티(PAWS)가 자선 단체이다. 2020년 8월 30일, 커트는 주로 기부 시스템의 복잡성으로 인해 PAWS를 더 이상 자선 단체로 사용하지 않고 대신 평등 정의 이니셔티브로 전환한다고 발표했다.

## 형식

### 파 랜즈
마인크래프트는 플레이어를 3D 절차적으로 생성된 세계에 배치하는 샌드박스 비디오 게임이다. 플레이어가 어느 방향으로든 걸으면 게임은 그들 앞에 지형을 생성하여 (이론적으로) 플레이어가 탐험할 수 있는 거의 무한한 세계를 만든다. 그러나 게임 초기 버전의 계산 한계로 인해 세계 중심에서 약 12,550,821 블록 떨어진 거리에서는 지형 생성 알고리즘이 예기치 않게 작동하여 갑작스러운 왜곡된 풍경을 생성한다. 마인크래프트의 원래 개발자인 마르쿠스 페르손은 "그렇게 멀리 걷는 데는 매우 오랜 시간이 걸릴 것이다. 게다가 버그들은 파 랜즈에 신비함과 카리스마를 더한다"고 말했다. "파 랜즈"라는 이름은 이 지역을 지칭하기 위해 커뮤니티에서 채택되었다. 페르손은 또한 "파 랜즈에 도달하는 것은 불가능할 것"이라고 말했고 커트는 이를 도전으로 받아들였다.
게임 코드 변경으로 인해 최신 버전의 게임에는 동일한 오류가 없으며, 세계 중심에서 30,000 킬로미터 (19,000 mi)까지의 거리에서도 지형이 정상적으로 생성된다. 커트는 파 랜즈가 여전히 존재하는 게임의 최신 버전인 베타 1.7.3 버전에서 시리즈를 계속 기록하고 있다. 페르손은 2014년에 파 랜즈까지 걷는 데 약 800시간이 걸릴 것으로 추정했다. 더 멀리 (3,200만 블록) 가면 게임이 충돌을 확인하지 못하여 플레이어가 지도 아래로 떨어져 죽게 된다.
2023년 10월 현재, 파 랜즈로의 합법적인 여행은 30개 이상이 확인되었다. 약 1/3이 완료되었고(일부는 네더 차원을 통해 1/8 단축 경로를 사용), 1/3이 진행 중이며, 1/3은 비활성화되었다(TinfoilChef의 사망 포함). 예를 들어, 2020년 6월에는 KilloCrazyMan이 처음으로 이 목표를 달성했고, 2022년 8월에는 MysticalMidget이 2,500시간과 3,200만 블록을 걸은 후 달성했다.

### F3 기념비
게임에서 F3을 누르면 디버그 화면이 열리는데, 이 화면에는 플레이어의 현재 세계 좌표와 생물군계가 표시된다. 커트의 파 랜즈 여행에서는 시즌의 자선 기부 목표가 달성되면 시즌을 마무리하기 위해 F3을 한 번만 누른다. 또한, 그는 이 행사를 기념하기 위한 기념비를 세운다.
이에 대한 예외는 그가 부동소수점 오류가 두 개의 텍스처 픽셀에서 네 개로 증가하는 지점을 지났을 때였다. 2020년 8월 8일, 커트는 라이브 스트림(에피소드 793.5로 나열됨) 중에 부동소수점 오류 지터가 증가하는 것을 목격했다. 커트는 다음 에피소드인 794에서 F3을 눌러 4,194,304 블록의 이정표에 도달했음을 확인했다. 그는 이 지점을 표시하기 위한 기념비를 세웠다. 다음으로 이러한 현상이 발생한 것은 2024년 4월 16일, 그 해 FLoB-a-thon 도중 8,388,608 블록의 총 진행 후 지터가 다시 증가하는 것을 알아차렸을 때였다.
| 시즌 | 누른 횟수 | 날짜             | 거리       | %          | 시즌 진행 거리 | 에피소드                  | 기부 목표  | 총 모금액   | 비고                                                                               |
| ---- | --------- | ---------------- | ---------- | ---------- | -------------- | ------------------------- | ---------- | ----------- | ---------------------------------------------------------------------------------- |
| 1    | -         | 2011년 5월 27일  | 알 수 없음 | 알 수 없음 | 알 수 없음     | 30                        | -          | -           | F3은 첫 시즌 마지막에 눌러지지 않았다.                                             |
| 2    | 1         | 2011년 11월 17일 | 292,202    | 2.33%      | 292,202        | 96                        | $8,200     | $11,724.00  | 기부 목표는 처음 $820였으나, 일주일 만에 달성되어 $8,200로 상향되었다.             |
| 3    | 2         | 2012년 9월 1일   | 699,492    | 5.57%      | 407,290        | 178                       | $29,220    | $70,838.39  |                                                                                    |
| 4    | 3         | 2014년 3월 6일   | 1,479,940  | 11.79%     | 780,448        | 334                       | $100,000   | $186,649.13 |                                                                                    |
| 5    | 4         | 2015년 3월 28일  | 2,266,779  | 18.06%     | 786,839        | 490                       | $50,000    | $66,061.70  | 이 시즌 동안 커트는 2,097,152 (= 221)에서 지터 이정표를 통과했다.                  |
| 6    | 5         | 2017년 1월 22일  | 3,116,936  | 24.83%     | 850,157        | 640                       | $60,000    | $71,431.83  |                                                                                    |
| 7    | 6         | 2019년 8월 31일  | 3,857,848  | 30.74%     | 740,912        | 755                       | $50,000    | 알 수 없음  |                                                                                    |
| 8    | 7         | 2020년 8월 11일  | 4,194,303  | 33.42%     | 316,455        | 794                       | -          | -           | 시즌 종료가 아니다. 4,194,304 (= 222)에서 지터 이정표 통과를 확인하기 위해 눌렀다. |
| 8    | 8         | 2021년 3월 6일   | 4,856,980  | 38.70%     | 999,132        | 815                       | $8,200     | $18,093.04  |                                                                                    |
| 9    | 9         | 2022년 4월 1일   | 5,765,878  | 45.94%     | 908,898        | 828                       | $4,200     | $4,680.00   |                                                                                    |
| 10   | 10        | 2023년 5월 30일  | 7,396,358  | 58.93%     | 1,630,480      | 847                       | 알 수 없음 | 알 수 없음  |                                                                                    |
| 11   | 11        | 2024년 4월 16일  | 8,388,608  | 66.84%     | 992,250        | FLoB-a-thon 2024 - Day 15 | -          | -           | 시즌 종료가 아니다. 8,388,608 (= 223)에서 지터 이정표 통과를 확인하기 위해 눌렀다. |
| 11   | 12        | 2024년 7월 25일  | 9,864,725  | 78.60%     | 1,476,117      | FLoB-a-thon 2024 - Day 79 | $7396.35   | $8134.00    |                                                                                    |

### 완료
시즌 11에서 커트는 완료율을 58.93%에서 78.60%로 높였으며, 이는 시즌 12에서 여정의 20%를 더 진행할 수 있음을 시사한다. 이렇게 되면 FLoB-a-thon 2025가 끝날 때쯤 파 랜즈까지 약 99%에 도달하게 될 것이다.